# 697 (numero)
Seicentonovantasette è il numero naturale dopo il 696 e prima del 698.

## Proprietà matematiche
- È un numero dispari.
- È un numero composto, con i seguenti 4 divisori: 1, 17, 41, 697. Poiché la somma dei suoi divisori (escluso il numero stesso) è 59 < 697, è un numero difettivo.
- È un numero semiprimo.
- È parte delle terne pitagoriche (153, 680, 697), (185, 672, 697), (328, 615, 697), (455, 528, 697), (696, 697, 985), (697, 5904, 5945), (697, 14280, 14297) (697, 242904, 242905).
- È un numero ettagonale.
- È un numero palindromo nel sistema di numerazione posizionale a base 24 (151).
- È un numero malvagio.

## Astronomia
- 697 Galilea è un asteroide della fascia principale del sistema solare.
- NGC 697 è una galassia spirale della costellazione dell'Ariete.

## Astronautica
- Cosmos 697 è un satellite artificiale russo.

## Altri ambiti
- La strada statale 697 dell'Aeroporto di Brindisi (SS 697) è una strada statale italiana il cui percorso si snoda interamente in Puglia.